# Muricea retusa
Muricea retusa is een zachte koraalsoort uit de familie Plexauridae. De koraalsoort komt uit het geslacht Muricea. Muricea retusa werd in 1869 voor het eerst wetenschappelijk beschreven door Verrill. 